# Nakagawa (Fukuoka)
Nakagawa (jap. 那珂川市, Nakagawa-shi) ist eine kreisfreie Stadt in der japanischen Präfektur Fukuoka. Bis zum 1. Oktober 2018 war sie als Nakagawa-machi (那珂川町) kreisangehörige Stadt im Landkreis Chikushi.
Die Gemeinde Nakagawa hat 50.275 Einwohner (Stand: 1. Oktober 2016).
Die Fläche beträgt 74,99 km² und die Einwohnerdichte ist etwa 670 Personen pro km².

## Angrenzende Städte und Gemeinden
- Fukuoka
- Ōnojō
- Kasuga
- Chikushino
- Tosu
- Miyaki
- Yoshinogari

## Söhne und Töchter der Stadt
- Kazumi Watanabe (1935–2022), Leichtathlet